# Nazionale maschile di baseball della Slovacchia
La nazionale maschile di baseball slovacca rappresenta la Slovacchia nelle competizioni internazionali, come il Campionato europeo di baseball. Dopo aver raggiunto il secondo posto nel girone di qualificazione per l'Europeo sia nel 2002 sia nel 2015, nel 2021 per la prima volta ha ottenuto di partecipare al massimo torneo continentale.

## Piazzamenti

### Europei
- 2021: